# Неджешть (Арджеш)
Неджешть, Неджешті (рум. Negești) — село у повіті Арджеш в Румунії. Входить до складу комуни Котмяна.
Село розташоване на відстані 130 км на північний захід від Бухареста, 23 км на північний захід від Пітешть, 100 км на північний схід від Крайови, 103 км на південний захід від Брашова.

## Населення
За даними перепису населення 2002 року у селі проживала 81 особа, усі — румуни. Усі жителі села рідною мовою назвали румунську.